# Horní maják Norrby
Horní maják Norrby (estonsky: Norrby ülemine tuletorn) stojí na ostrově Vormsi v kraji Läänemaa v Baltském moři v Estonsku.
Maják je ve správě  Estonského úřadu námořní dopravy (Veeteede Amet, EVA), kde je veden pod registračním číslem 448.

## Historie
Maják se nachází na ostrově Vormsi v Baltském moři mezi ostrovem Hiimaa a pevninou. Navádí lodi přes průliv Voosi. Maják je vzdálen 950 metrů od Dolního majáku Norrby.
V roce 1916 byl postaven dřevěný maják vysoký 29 m. V roce 1925 byl světelný zdroj ve výšce 29 m n. m. s dosvitem 18 námořních mil. V roce 1935 byl postaven železobetonový maják. Maják byl bílý s horní části červenou. V majáku byly použity acetylénové lampy s charakteristikou Fl W 2s. V roce 1995 byla charakteristika změněna na Iso W 4s. V roce 1980 byl maják elektrifikován a napojen na veřejnou elektrickou síť. Byly instalovány lampy EMS-210 (ЭМС-210). V roce 2005 byly instalovány LED svítilny.

## Popis
Válcová železobetonová věž vysoká 32 metrů s průměrem 3 metry je ukončená ochozem s lucernou. Maják má dolní část bílou, horní část, římsa ochozu a lucerna jsou červená. Lucerna je vysoká 1,7 m.

## Data
zdroj
- výška světla 35,9 m n. m.
- dosvit 12 námořních mil
- záblesk bílého světla v intervalu 4 sekund
- sektor: 188° 24′–196° 24′

označení
- Admiralty: C3659.1
- ARLHS: EST-039
- NGA: 12614.1
- EVA 448